# AZS Politechnika Radomska (koszykówka)
AZS Politechnika Radomska – akademicki klub sportowy, działający przy Politechnice Radomskiej. Największy sukces koszykarze klubu zaliczyli w sezonie 2003/2004, gdy po zaciętych barażach awansowali do I ligi. Drużyna w 2011 roku została rozwiązana z powodu braku funduszy.

## Obcokrajowcy w AZS
| Imię i nazwisko      | Lata gry |
| -------------------- | -------- |
| Jewgienij Kuzmienko  |          |
| Michael Jerome Allen |          |